# Sky Italia (azienda)
Sky Italia S.r.l. è un'azienda italiana attiva nel settore delle telecomunicazioni: in particolare, fornisce a pagamento la piattaforma televisiva Sky, il servizio OTT Now TV, il servizio di telefonia fissa e rete a banda larga Sky Wifi e il servizio di telefonia mobile Sky Mobile. Inoltre è attiva anche nella TV in chiaro, con i canali di repliche TV8 e Cielo e la rete all-news Sky TG24.
La società è proprietà di Sky Group, a sua volta controllata da Comcast, che l'ha acquisita da 21st Century Fox nel 2018. Attualmente, infatti, la partecipazione sociale di Sky Italia appartiene al 100% a Sky Group, mentre in precedenza era controllata al 100% da 21st Century Fox, e inizialmente circa il 20% era appartenuto a Telecom Italia.
Sky Italia ha sede legale e quartier generale a Milano in Via Monte Penice, 7, nell'area ex-Redaelli del quartiere Rogoredo.
Dal 1º luglio 2021 l'amministratore delegato è Andrea Duilio.

## Storia
Nel dicembre 1998 Rupert Murdoch, tramite la News Corporation, si mostra interessato all'acquisto di Stream, una delle due società leader della pay TV in Italia. Tuttavia, come dichiarato dall'allora AD dell'azienda Miro Allione, l'accordo preliminare non va in porto, a causa di alcuni problemi sull'acquisto dei diritti televisivi delle competizioni calcistiche. L'accordo viene successivamente concluso nell'aprile 1999, con l'acquisto del 35% di Stream da parte di News Corporation. Dopo aver acquisito la maggioranza del capitale azionario di Stream S.p.A., nell'estate 2002 Murdoch acquisisce anche la rivale Telepiù, in precedenza sotto il controllo della francese Vivendi.
Nell'aprile del 2003 la Commissione europea autorizza la fusione tra le società italiane Stream e Telepiù, le due aziende all'epoca attive in Italia nella fornitura di servizi televisivi a pagamento. Da tale fusione nasce ufficialmente Sky Italia, che inaugura ufficialmente le proprie trasmissioni il 31 luglio 2003 sotto la guida di Tom Mockridge.
Nei primi tempi gli azionisti della nuova società erano due:
- News Corporation (80,1%);
- Telecom Italia (19,9%).

Nel 2006 la Telecom Italia vende la propria quota a Rupert Murdoch, rendendo News Corporation l'unico azionista della società.
Il 1º agosto 2011 Tom Mockridge lascia l'incarico di amministratore delegato dell'azienda ad Andrea Zappia.
Il 28 giugno 2013, in seguito ad un riassetto organizzativo e alla chiusura di News Corporation, l'azienda passa sotto il controllo di 21st Century Fox, alla quale vengono affidate tutte le attività televisive e cinematografiche del precedente gruppo; la parte editoriale, invece, passa sotto il controllo della nuova News Corp.
Il 13 novembre 2014 21st Century Fox vende le sue quote in Sky Italia S.r.l. (100%) e Sky Deutschland GmbH (57,4%) alla controllata Sky plc.
Il 30 marzo 2018 viene annunciata la stipulazione di un patto tra Sky Italia S.r.l. e Mediaset Premium S.p.A., il quale prevede che i canali di cinema e serie TV della piattaforma Mediaset Premium diventino disponibili anche su Sky e che quest'ultima ceda una buona parte delle proprie esclusive sportive alla piattaforma del digitale terrestre.
Nell'ottobre 2018 Comcast Corporation vince l'asta per l'acquisizione del 100% di Sky plc, successivamente cambiandone il nome in Sky Group Limited.
Il 1º ottobre 2019 Maximo Ibarra diventa amministratore delegato dell'azienda, ruolo che ricoprirà fino al 30 giugno 2021.
Il 16 giugno 2020 l'azienda lancia Sky Wifi, entrando così nel mercato delle telecomunicazioni. Il servizio utilizza la rete FTTH di Open Fiber e FiberCop, mentre nelle aree dove non è presente la rete FTTC di Fastweb.
Il 1º luglio 2021 Andrea Duilio diventa amministratore delegato dell’azienda.
Il 29 febbraio 2024 Sky lancia il proprio servizio di telefonia mobile, Sky Mobile: si tratta di un operatore mobile virtuale su rete Fastweb.

## Servizi
Sky Italia S.r.l. fornisce in abbonamento la piattaforma televisiva Sky, fruibile via satellite e via cavo in tecnologia IPTV, e il servizio OTT Now TV. È attiva anche nel settore della telefonia, con il servizio di telefonia fissa e Internet a banda larga Sky Wifi e il servizio di telefonia mobile Sky Mobile.
La piattaforma comprende più di 90 canali tematici di news, serie tv, intrattenimento, sport, cinema, documentari, cartoni animati e musica, acquistabili in pacchetti, 6 canali opzionali a sottoscrizione separata e 10 canali pay-per-view di programmi per adulti.

## Organigramma
Nel 2019 l'organigramma era così composto:
- Amministratore delegato: Andrea Duilio
- Direttore commerciale: Elia Mariani
- Vicepresidente esecutiva Risorse umane, organizzazione e servizi: Francesca Manili Pessina
- Direttore finanziario: Pietro Maranzana
- Responsabile settore broadband: Paolo Nanni
- General counsel: Luca Sanfilippo
- Vicepresidente esecutivo Sviluppo strategie e business: Davide Tesoro Tess
- Chief Marketing Officer: Francesco Calosso
- Vicepresidente esecutivo Programmazione: Nicola Maccanico
- Vicepresidente esecutiva Comunicazioni, inclusione e Bigger Picture: Sarah Varetto
- Vicepresidente esecutivo Comunicazione aziendale, news e affari pubblici: Riccardo Pugnalin
- Vicepresidente esecutivo Sport: Marzio Perrelli

## Dati finanziari
| Anno fiscale | Utile operativo | Cambio euro/dollaro USA |
| ------------ | --------------- | ----------------------- |
| 2006         | 39000 $         | 1,2788                  |
| 2007         | 221000 $        | 1,3535                  |
| 2008         | 419000 $        | 1,5751                  |
| 2009         | 393000 $        | 1,4043                  |
| 2010         | 230000 $        | 1,2233                  |
| 2011         | 232000 $        | 1,4496                  |
| 2012         | 254000 $        | 1,28                    |

## Attività e concessionarie

### Televisione
Sky Italia S.r.l. è l'editore dei canali televisivi a pagamento a marchio Sky disponibili sulle proprie piattaforme, ovvero Sky Atlantic, Sky Investigation, Sky Serie, Sky Uno, Sky Arte, Sky Documentaries, Sky Nature, Sky Crime, Sky TG24 (e il relativo canale Primo Piano), Sky Meteo 24, Sky Sport 24 e quelli dei pacchetti Sky Cinema, Sky Sport, Sky Calcio e Sky Primafila. Inoltre è editore del canale Cielo, disponibile in chiaro via satellite e sul digitale terrestre.
Attraverso la controllata Nuova Società Televisiva Italiana si occupa di TV8, canale in chiaro disponibile al canale 8 del digitale terrestre e sulle piattaforme satellitari Tivùsat e Sky in modalità FTV.

### Pubblicità
Sky Media è la concessionaria interna che raccoglie pubblicità per tutti i canali editi da Sky Italia, A+E Networks Italia, Paramount Global Italy, il canale a pagamento Sky Classica e i canali in chiaro del digitale terrestre TV8, Cielo, Sky TG24 e Deejay TV.
La concessionaria raccoglie pubblicità anche per i siti web a marchio Sky e per altri 300 portali.

### Streaming
Now TV è un servizio di streaming on demand e live disponibile nel Regno Unito, in Irlanda, in Germania (come ‘’Wow TV’’), in Austria (come ‘’Sky X’’) e in Italia. Disponibile senza contratto in formula prepagata, consente la visione di alcuni dei contenuti dell'offerta Sky, tramite una videoteca di titoli selezionabili oppure tramite le dirette dei singoli canali.

## Canali televisivi
| Logo     | Nome   | Data di lancio   | Numerazione LCN    | Numerazione LCN | Numerazione LCN |
| Logo     | Nome   | Data di lancio   | Digitale terrestre | Tivùsat         | Sky             |
| -------- | ------ | ---------------- | ------------------ | --------------- | --------------- |
|          | TV8    | 1º agosto 2015   | No                 | No              | No              |
| TV8 HD   | 8, 108 | 8, 108           | 125                |                 |                 |
|          | Cielo  | 16 dicembre 2011 | 26                 | No              | No              |
| Cielo HD | No     | 16 dicembre 2011 | 19                 | 156             |                 |

La raccolta pubblicitaria del canale è gestita da Sky Media.